# Статива-Жарко Наталія Іллівна
Наталія Іллівна Статива, у шлюбі Жарко (23 жовтня 1970) — українська майстриня петриківського розпису. Членкиня Національної спілки майстрів народного мистецтва України (НСМНМУ) з 1995 року, лауреатка Київської обласної премії в галузі народного мистецтва імені Петра Верни (2019).

## Біографія

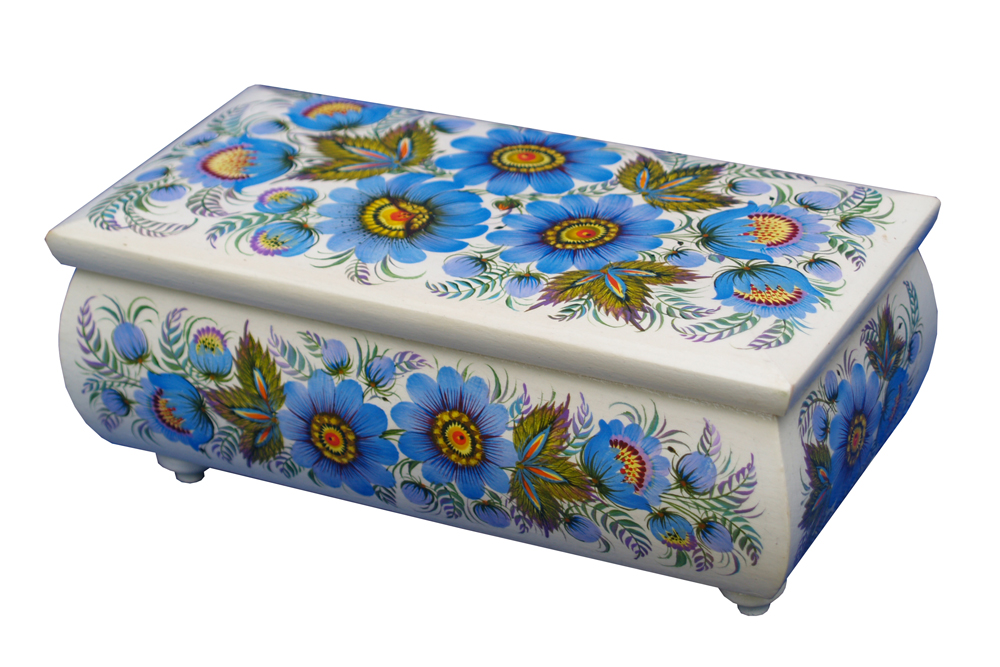
Скриня дерев'яна «Сині квіти»

Народилась 23 жовтня 1970 року в с. Петриківка Дніпропетровської області. З 1982 по 1986 рік навчалася в Дніпропетровській дитячій художній школі. З 1987 по 1991 — в Дніпропетровському державному художньому училищі.
У 1991 та 1992 роках працювала майстринею декоративного розпису експериментального цеху Дніпропетровського художньо-виробничого комбінату села Петриківка. 1995—2002 — молодша наукова співробітниця Білоцерківського краєзнавчого музею. 2014—2016 — викладачка образотворчого мистецтва Білоцерківської школи мистецтв № 1.
З 2002 року Статива-Жарко — на творчій роботі.

## Творчий доробок

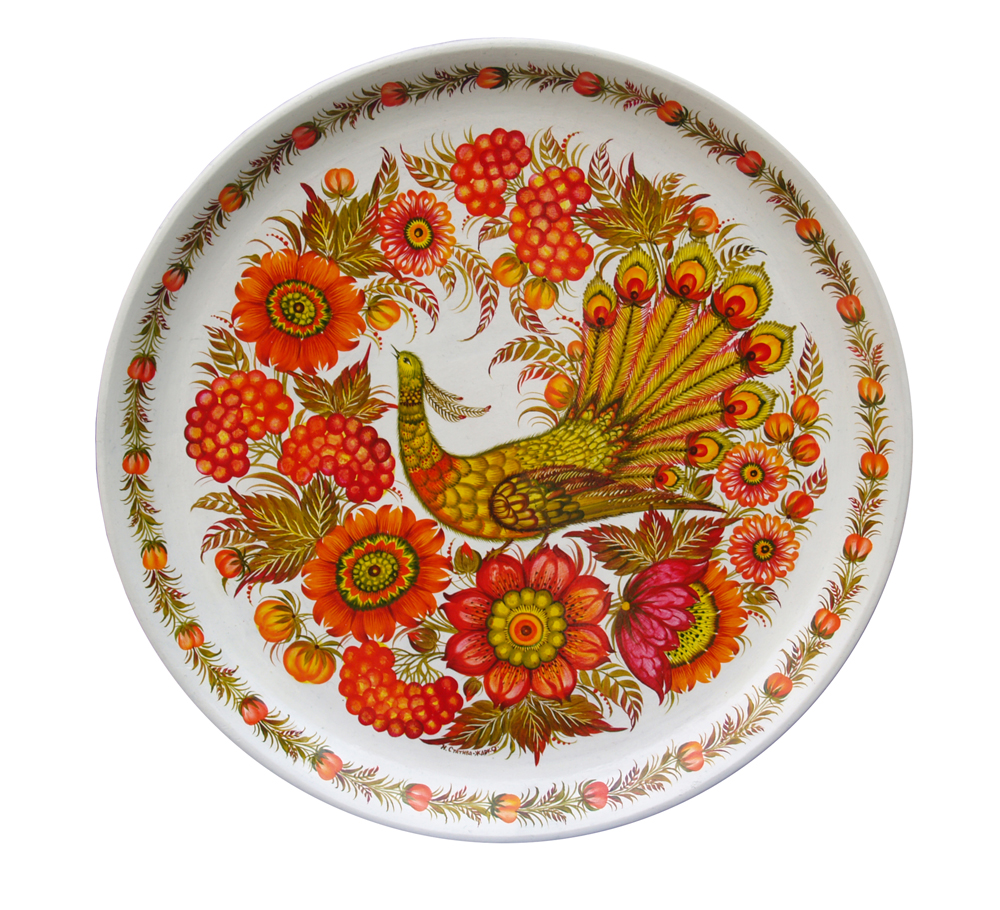
Таріль дерев'яна «Серпень»

Використовуючи столітні надбання петриківського розпису, майстриня поєднує традиційні мотиви та технічні можливості з пошуком нових образних ліній, сучасних засобів для їх втілення. Створює як суто декоративно-вжиткові речі (посуд із дерева, скла, кераміки), меблі, інтер'єри, так і графічні твори.
Роботи Стативи-Жарко знаходяться в Дніпропетровському художньому музеї, музеї декоративно-прикладного мистецтва (Київ), музеї Бориса Гмирі (Київ), Національному музеї українського мистецтва (Київ), Запорізькому обласному художньому музеї, Білоцерківському краєзнавчому музеї, музеї м. Хемніц (Німеччина), Бобруйському художньому музеї (Білорусь) та в багатьох установах, приватних колекціях України і за кордоном.
Основні виставки
- 1985 — «Стрічка дружби» (м. Берлін, Німеччина)Таріль дерев'яна «Серпень»
- 1987 — учасниця ВДНГ СРСР (нагороджена медаллю)
- 1992 — Виставка декоративно-прикладного мистецтва та писанкарства (м. Київ)
- 1993 — Персональна виставка сестер Статив (м. Дніпропетровськ), «Краса руками молодих» (м. Біла Церква)
- 1994 — Персональна виставка (Центр «Український дім», м. Київ), «Краса руками молодих» (м. Біла Церква)
- 1995 — Всеукраїнська виставка декоративно-прикладного мистецтва (м. Київ), «Білоцерківський Великдень», Різдвяна виставка (м. Біла Церква)
- 1996 — Персональна виставка (м. Біла Церква), Всеукраїнське свято селян (Центр «Український дім», м. Київ)
- 1998 — 5 Міжнародний туристичний салон (м. Київ)
- 1999 — Всеукраїнський огляд народної творчості (Палац «Україна», м. Київ), 6 Міжнародний туристичний салон (м. Київ)
- 2000 — Виставка до 2000-ліття Різдва Христового (м. Вишгород), Київський обласний туристичний ярмарок (м. Ірпінь), 7 Міжнародний туристичний салон (м. Київ), Виставка декоративного мистецтва (Центр «Український дім», м. Київ)
- 2003 — Виставка українського народного мистецтва (Національний етнографічний музей Болгарської Академії Наук, м. Софія, Болгарія)
- 2004 — Перший Міжнародний конкурс вокалістів імені Бориса Гмирі (виставка творів, м. Київ)
- 2006 — Виставка-ярмарок (Український центр народної культури «Музей Івана Гончара», м. Київ)
- 2007 — Персональна виставка (галерея «Юр'ївська брама», м. Біла Церква)
- 2008 — Виставка-ярмарок (Український центр народної культури «Музей Івана Гончара», м. Київ), Перший еко-культурний фестиваль «Трипільське коло 2008. Вода» (м. Ржищів), Другий Міжнародний конкурс вокалістів ім. Бориса Гмирі (виставка творів, м. Київ)
- 2009 — Виставка декоративно-вжиткового мистецтва в НСМНМУ (м. Київ)
- 2010 — Colissimo Design — міжнародний конкурс дизайну для пошти (Франція), Виставка декоративно-вжиткового мистецтва в НСМНМУ (м. Київ)
- 2011 — Colissimo Design — міжнародний конкурс дизайну для пошти (Франція)
- 2012 — Міжнародний конкурс «Stand For Japan!» (Франція, Японія) — робота увійшла до ТОП-10, Персональна виставка в БДАУ (м. Біла Церква)
- 2013 — I Міжрегіональна виставка «Планета Hand Made» (ТРЦ DreamTown м. Київ), Виставка «Березневий подарунок» (Національний комплекс «Експоцентр України», м. Київ), Міжнародний фестиваль «Вінок дружби» (м. Бобруйськ, Білорусь), Міжнародний художній симпозіум-пленер «Виноград. Виноробство. Вино» (м. Коктебель, Крим, Україна)
- 2014 — Виставка «Спадкоємність традиції» (м. Дніпропетровськ), Виставка «Петриківка — перлина України» (Пуховічський районний краєзнавчий музей, Білорусь)
- 2015 — Всеукраїнський фестиваль писанок 2015 (Національний заповідник «Софія Київська», м. Київ, приз глядацьких симпатій), Міжнародна виставка «Виноград. Виноробство. Вино» (Національний заповідник «Софія Київська», м. Київ,), XIII Міжнародний фестиваль мов та культур «Кольори світу» (м. Київ), «Петриківський розпис із колекції В. В. Васильєва» (м. Київ), «Військово-польовий Арт» (Музей історії Києва, м. Київ,), «Сузір'я талантів в Україні» (м. Київ).
- 2016 — 6 Всеукраїнський фестиваль писанок 2016 (Національний заповідник «Софія Київська», м. Київ, ТОП-10), «Петриківський рушник» (Національний заповідник «Софія Київська», м. Київ), «Берегині мистецького роду» (Білоцерківський краєзнавчий музей, м. Біла Церква), «Петриківка — душа України» (м. Фуншал, о. Мадейра, м. Лісабон, Португалія), Виставка до Дня незалежності (м. Бровари), «Військово-польовий Арт» (м. Київ, м. Житомир, м. Рівне, м. Біла Церква, м. Луцьк, м. Львів, м. Ужгород).
- 2017 — «Військово-польовий Арт» (м. Івано-Франківськ, м. Тернопіль, м. Хмельницький, м. Кам'янець-Подільський, м. Чернівці, м. Черкаси, м. Умань, м. Вінниця, м. Суми, м. Конотоп, м. Полтава, м. Чернігів), Дипломатичний базар 2017 під патронатом Президента Португалії М. Р. де Соуза (м. Лісабон, Португалія), персональна виставка Петриківського розпису з нагоди відзначення 100-річчя дипломатичної служби (галерея «Фернанду Пессоа», Палац Незалежності, м. Лісабон, Португалія)
- 2018 — персональна виставка «Петриківський розпис: самобутнє диво України», серія майстер-класів в рамках Другого Міжнародного фестивалю «COLORS OF PYSANKA» та під патронатом Клубу українок в Греції (НПО «Борисфен») (КЦ Посольства України, Актовий зал УГКЦ, Алсос Перістеріу, Дімос Перістеріу, м. Афіни, Греція), 9-й щорічний міжнародний різдвяний ярмарок під патронатом Посольства України в Греції (ВЦ «HELEXPO», м. Афіни, Греція)

## Публікації
- Альбом репродукцій «Петриківка» (ВАТ «Дніпрокнига», 2001)
- «Експрес-об'ява» № 137 (П. Нестеренко)
- «Молода Україна» № 445 (1999) (Канада)
- «Київський регіон» № 29(65) (2002)
- «Дзеркало тижня. Україна» № 39 (25.10.2013)
- Альбом  «Народне мистецтво Київщини» (Київ, 2005)
- Енциклопедія Сучасної України, Т.9 (Інститут енциклопедичних досліджень НАН України,2009)
- Журнал «Muza-ua» (№ 3, 2012)
- Журнал «Дім і сім'я» (№ 1, 2013)